# Katedra Chemii Nieorganicznej Politechniki Gdańskiej
Katedra Chemii Nieorganicznej Politechniki Gdańskiej – jedna z 13 katedr Wydziału Chemicznego Politechniki Gdańskiej usytuowana w budynku „Chemia A”.

## Historia
Katedra została powołana w 1904 na Wydziale Chemii w nowo powstałej Königliche Technische Hochschule zu Danzig (Królewskiej Wyższej Szkole Technicznej w Gdańsku, obecnie Politechnika Gdańska). Jej założycielem i pierwszym kierownikiem był Otto Ruff współpracownik noblisty Hermanna Emila Fischera.

### Kierownicy Katedry
- prof. dr hab. Otto Ruff(inne języki) (1904–1916)
- prof. dr hab. Hans von Wartenberg(inne języki) (1918–1933)
- prof. dr hab. Wilhelm Klemm(inne języki) (1933–1945)
- prof. dr hab. Włodzimierz Rodziewicz (1945–1976)
- prof. dr hab. Jan Dobrowolski (1976–1989)
- prof. dr hab. inż. Wiesław Wojnowski (1989–2003)
- prof. dr hab. inż. Jerzy Pikies (2003–2009)
- prof. dr hab. inż. Barbara Becker (2009–2017)
- prof. dr hab. inż. Anna Dołęga (od 2017)

## Działalność

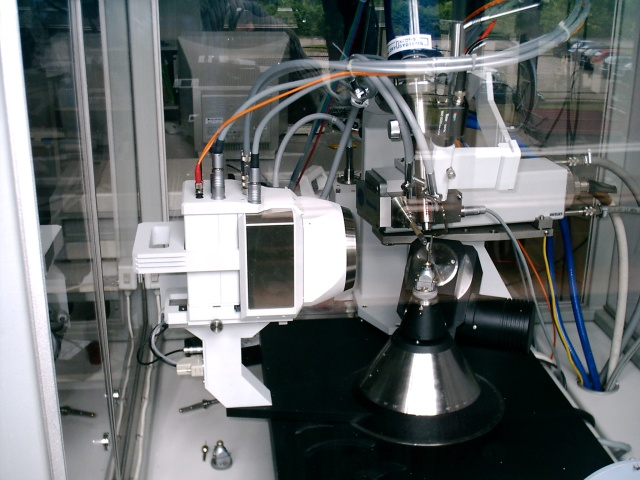
Zabytkowy dyfraktometr 4-kołowy KUMA (2008)

### Kierunki badań
Obecnie badania Katedry skupiają się na związkach metaloorganicznych, krzemoorganicznych i kompleksowych zawierających ligandy S-. i P-donorowe. Szczególnie jest to synteza, badanie struktury i właściwości tri(tert-butoksy)silanotiolanów oraz fosfanofosfinidenów metali bloku d, ale i innych zawierających wiązanie Si-S, polisilanów, sililenów, czy disilenów (silany).

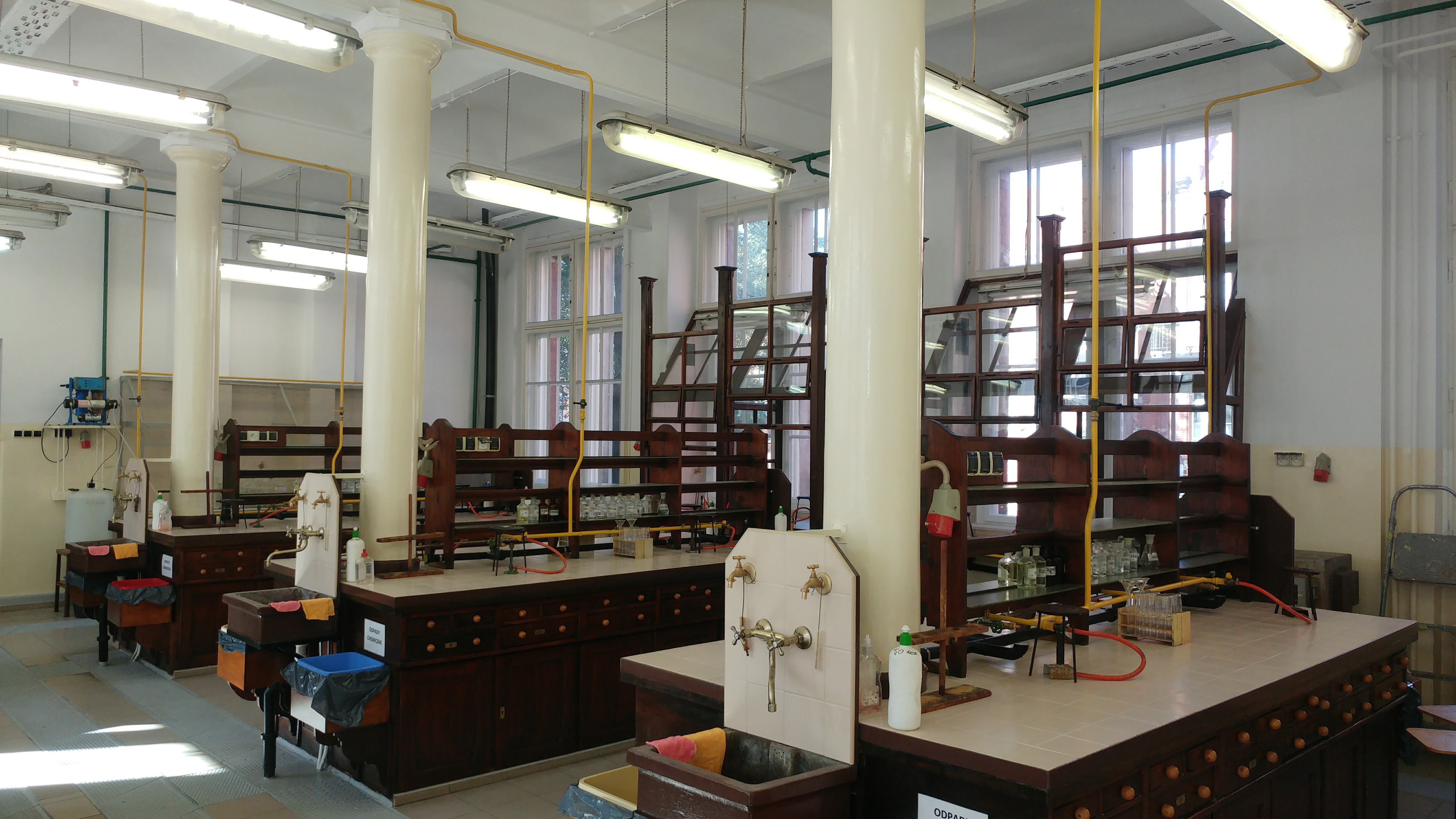
Odnowione w 2017 roku laboratorium studenckie Katedry Chemii Nieorganicznej (powstałe w 1904 roku)

### Dydaktyka
Katedra kształci w zakresie chemii nieorganicznej, chemii kwantowej i teoretycznej, chemii bionieorganicznej, fizykochemii ciała stałego, krystalografii, czy nanotechnologii.
W 2017 roku główna pracownia studencka z 1904 roku została ponownie odnowiona (z zachowaniem oryginalnej stolarki). Remont poprawił komfort pracy zarówno studentów, jak i pracowników Wydziału Chemicznego.

### Laboratorium Badań Strukturalnych
Laboratorium powstało dzięki uzyskanemu w 2014 roku grantowi MNiSW (5 mln zł).

### SSOGPTChem „Hybryda”
Pod opieką dr. inż. Andrzeja Okuniewskiego pracuje Sekcja Studencka Oddziału Gdańskiego Polskiego Towarzystwa Chemicznego „Hybryda” działająca na zasadach koła naukowego. Członkowie Sekcji rokrocznie organizują wiele imprez, np. w ramach Politechniki Otwartej, czy Bałtyckiego Festiwalu Nauki prezentując ciekawe doświadczenia. Sekcja wraz z Zarządem OG PTChem organizuje konkurs Chemicznym Okiem oraz konferencje dla nauczycieli wraz z uczniami Chemia z bliska.

## Samodzielni pracownicy naukowi
- prof. dr hab. inż. Jarosław Chojnacki
- prof. dr hab. inż. Anna Dołęga
- dr hab. inż. Rafał Grubba(inne języki)
- dr hab. Katarzyna Kazimierczuk(inne języki)
- dr hab. inż. Agnieszka Pladzyk
- dr hab. inż. Łukasz Ponikiewski(inne języki)

emerytowani:
- prof. dr hab. inż. Wiesław Wojnowski
- prof. dr hab. inż. Barbara Becker
- prof. dr hab. inż. Jerzy Pikies
- dr hab. inż. Aleksander Herman

## Linki w serwisach społecznościowych
- Katedra Chemii Nieorganicznej
- Sekcja Studencka Oddziału Gdańskiego Polskiego Towarzystwa Chemicznego „Hybryda”